# Aurus Komendant
El Aurus Komendant es un SUV de lujo producido por el fabricante de automóviles ruso Aurus Motors y desarrollado por NAMI en Moscú, Rusia. Lleva el nombre de la Torre Komendantskaya del Kremlin de Moscú . El Komendant es parte de la serie Kortezh de vehículos de lujo, que incluye la limusina Senat y la minivan Arsenal .
La producción estaba prevista para finales de 2020; posteriormente estos planes fueron pospuestos a 2022 y posteriormente a 2023. El inicio de producción está prevista para el año 2023 con una intención de fabricación de unos 200 vehículos al año. La apariencia del automóvil es muy similar a la del Rolls-Royce Cullinan, con luces traseras comparables a las del Bentley Bentayga .